# Cylichnella
Cylichnella is een geslacht van weekdieren uit de klasse van de Gastropoda (slakken).

## Soorten
- Cylichnella agulhasensis (Thiele, 1925)
- Cylichnella bidentata (d'Orbigny, 1841)
- Cylichnella defuncta Baker & Hanna, 1927
- Cylichnella gonzagensis (Baker & Hanna, 1927)
- Cylichnella goslineri Valdés & Camacho-Garcia, 2004
- Cylichnella oryza (Totten, 1835)
- Cylichnella rolleri (Ev. Marcus, 1977)